# باروخ آرنسبورگ
باروخ آرنسبورگ (به عبری: ברוך ארנסבורג؛ تلفظ عبری: باغوخ آقِنسبوخ) (متولد ۱۹۳۴م. در سانتیاگو، شیلی)، استاد آناتومی، در دانشکده 
پزشکی ساکلر، زیر مجموعهٔ دانشگاه تل آویو (بازنشسته)، انسان‌شناس فیزیکی که تمرکز او روی مطالعهٔ جمعیت‌های ادوار پیش از تاریخی و تاریخی شام (لوانت) بوده‌است.
او در دانشگاه سوربن پاریس در رشتهٔ انسان‌شناسی فیزیکی و آناتومی تطبیقی تحصیل کرد. او مدرک لیسانس (BA) خود را در رشته‌های جغرافیا و باستان‌شناسی، و مدرک فوق‌لیسانس (MA) خود را در رشته‌های جغرافیا و جانورشناسی از دانشگاه عبری اورشلیم اخذ کرد. باروخ اولین کسی بود که توالی جمعیتی سرزمین اسرائیل، از دوران‌پارینه سنگی تا ادوار کتاب مقدس، کلاسیک، رومی، و بیزانس تا دورهٔ معاصر را مطالعه کرد (موضوع رسالهٔ دکترای آرنسبورگ: آناتومی و مردم‌شناسی بود که در سال ۱۹۷۴م. در دانشگاه تل آویو از آن دفاع کرد). او همزمان تحقیقات مستمری در مورد جمعیت‌های بادیه‌نشین تاریخی و معاصر انجام داده‌است.

او در بسیاری از کاوش‌های باستان‌شناسی شرکت کرده و به همراه اوفر بار یوسف و ایتان چرنوف، کاوش‌های غار هایونیم را سرپرستی کرده‌است، مطالعات او در این کاوش بر روی بقایای اسکلت ناتوفیان (حدود ۱۳۰۰۰ پ. م) کشف شده در این غار متمرکز بوده‌است. او همچنین یکی از اعضای پروژهٔ پارینه‌سنگی میانی غار کبارا بود، و از جملهٔ افرادی بود که اسکلت موستری (حدود ۶۰۰۰۰ سال قدمت) کشف شده در این غار را مطالعه و منتشر کرد - او بر روی توانایی‌های گفتاری اسکلت کشف شده مطالعه کرد و ثابت کرد که استخوان هیوئید او، مشابه استخوان هیوئید انسان امروزی 
است.
او همزمان نمونه‌های زیادی از بقایای انسان را که مربوط به دورهٔ معبد دوم اورشلیم است مطالعه کرده، که نتایج آن به عنوان مرجع اصلی جمعیت یهودی اسرائیل باستان به‌شمار می‌رود.

## کتابشناسی برگزیده
- Arensburg B. , MS Goldstein, H. Nathan, Y. Rak, 1980 بقایای اسکلتی یهودیان از دوره هلنیستی، رومی و بیزانسی در اسرائیل، I: Metric
- تحلیل و بررسی. گاو نر et Mem. د لا سوک. D'Anthropologie de Paris 7 (13): 175–186.
- MS Goldstein, B. Arensburg, H. Nathan، ۱۹۸۰ بقایای اسکلتی یهودیان از دوره هلنیستی و رومی در اسرائیل، II: مشاهدات مورفولوژیکی غیر متریک. گاو نر et Mem. د لا سوک. D'Anthrop. de Paris 7 (13): 279–295.
- Arensburg B. , AM Tillier, 1983 یک کودک جدید موستری از قافزه (اسرائیل): قافزه 4a. گاو نر et Mem. د لا سوک. D'Anthrop. پاریس ۱0 (13): ۶۱–۶۹.
- آرنسبورگ بی.پی. اسمیت، ۱۹۸۳ جمعیت یهودی اریحا ۱۰۰ قبل از میلاد - ۷۰ پس از میلاد فصلنامه کاوش فلسطین: ۱۳۳–۱۳۹.
- Arensburg B. , AM Tillier, B. Vandermeersch, H. Duday, LA Scheparts and Y. Rak, 1989 A Bone Hyoid Human Palaeolithic Middle. طبیعت ۳۳۸: ۷۵۸–۷۶۰.
- Rado, R. , Himelfarb, M. , Arensburg, B. , Terkel, J. and Wollberg, Z. 1989 آیا سیگنال‌های ارتباطی لرزه ای توسط هدایت استخوانی در موش مول کور منتقل می‌شوند؟ شنوایی پژوهی ۴۱: ۲۳–۳۰.
- Arensburg, B. , Schepartz, LA, Tillier, AM, Vandermeersch, B. and Rak, Y. , 1990 A Reappraisal of Anatomical Base for Speech in Huminids Palaeolithic Middle. صبح. J. Physical Anthropology 83: 137-146.
- Shatz A. Hiss J. and Arensburg B. 1991 ضخیم شدن غشای پایه تارهای صوتی در سندرم مرگ ناگهانی نوزاد. لارنگوسکوپ ۱۰۱: ۴۸۴–۴۸۶.
- بلفر-کوهن، آ.ال. شپارتز، و بی. آرنسبورگ. ۱۹۹۱. داده‌های بیولوژیکی جدید برای جمعیت ناتوفیان در اسرائیل، در فرهنگ ناتوفیان در شام. ویرایش شده توسط O. Bar-Yosef and FR Valla, pp. 411-424. آن آربور: تک نگاری‌های بین‌المللی در ماقبل تاریخ.
- Wish-Baratz S.، Arensburg B. و Alter Z. 1992 روابط تشریحی و تقویت برتر حفره فک پایین TMJ. مجله اختلالات کرانیومندیبولار درد صورت و دهان 6 (3): ۱۷۱–۱۷۶.
- Hershkovitz I. , Edelson G. , Spiers M. , Arensburg B. , Nadel D. and Levi B. 1993 Ohalo II man - یافته‌های غیرمعمول در قفسه سینه قدامی و کمربند شانه ای یک نمونه ۱۹۰۰۰ ساله. مجله بین‌المللی استئوباستان‌شناسی ۳: ۱۷۷–۱۸۸.
- Vandermeersch B.، Arensburg B.، Tillier AM. , Rak Y.، Weiner S.، Spiers M. and Aspillaga E. 1994 باکتری‌های دندانی پارینه سنگی میانی از Kebara Israel. Compte Rendus de l'Académie des Sciences، پاریس، سری دوم، ۳۱۹: ۷۲۷–۷۳۱.
- Hershkovitz I. , Bar-Yosef O. and Arensburg B. 1994 جمعیت‌های نوسنگی پیش از سفال در جنوب سینا و ارتباط آنها با سایر گروه‌های محیطی مدیترانه ای: یک مطالعه انسان‌شناسی. پالئورین ۲0 (2): ۵۹–۸۴.
- Pap I.، Tillier AM. , Arensburg B.، Weiner S. and Chech M. 1995 اولین تجزیه و تحلیل میکروسکوپ الکترونی روبشی جرم دندان از نئاندرتال‌های اروپایی: Subalyuk، (پارینه سنگی میانی، مجارستان). گاو نر et Mem. Societe d'Anthropologie de Paris 7: 69-72.
- Arensburg B. 1996 سنگ دندان باستانی و رژیم غذایی. تکامل انسان ۱1(2): ۱۳۹–۱۴۵.
- Arensburg B. , Pap I. , Tillier AM and Chech M. 1996 The Subalyuk 2 ear stapes. مجله بین‌المللی استئوباستان‌شناسی ۶: ۱۸۵–۱۸۸.
- Arensburg B. و Goldstein SM. 1996 مروری بر آسیب‌شناسی دیرینه در خاورمیانه، در بهداشت و بیماری در سرزمین مقدس. ویرایش شده توسط Waserman M. and Kottek SS. , pp. 19-36. مطبوعات ادوین ملن، لویستون.
- Tillier AM. , Kaffe I. , Arensburg B. and Chech M. 1998 Hypodontia of دندان‌های دائمی در میان انسان سانان پارینه سنگی میانی: یک مورد اولیه به حدود. ۹۲٫۰۰۰ +/- ۵٫۰۰۰ سال قبل از میلاد در سایت قافزه. مجله بین‌المللی استئوباستان‌شناسی ۸: ۱–۶.
- Yahel J. and Arensburg B. 1998 روابط توپوگرافی شاخه‌های احشایی جفت نشده آئورت. آناتومی بالینی ۱۱: ۳۰۴–۳۰۹.